# Шаляпин (телесериал)
«Шаляпин» — российский музыкально-биографический драматический телесериал режиссёра Егора Анашкина о жизни оперного и камерного певца Фёдора Шаляпина. В главной роли — Александр Горбатов. Премьера состоялась 13 февраля 2023 года в день 150-летия со дня рождения Фёдора Шаляпина на телеканале «Россия 1» и на следующий день в онлайн-кинотеатре «Okko».
Слоган телесериала — «Две семьи, две страны и одна большая любовь к опере. Байопик великого русского оперного певца».

## Сюжет
1886 год, Казань. Отец пытается приобщить маленького Федю к делу. Но ни подмастерья, ни посыльного из мальчика не выходит — он только мечтает о музыке и театре. Юный Фёдор, приехавший в столицу без копейки денег и полный решимости покорить её, использует любой шанс, чтобы дать концерт, и сразу же покоряет публику своим мощным басом. Но настоящий талант Фёдора Шаляпина раскрывается в новом проекте — частной опере Саввы Мамонтова.
Слава Шаляпина растет, вокруг него разгораются страсти. Влюбленный Шаляпин женится на итальянской балерине Иоле. Она готова оставить ради него свою творческую карьеру. Но счастливая семейная жизнь прерывается внезапно вспыхнувшим романом с поклонницей его таланта Марией. Увлечение Марией переворачивает жизнь великого певца. Он разрывается между двумя женщинами и двумя семьями, не решаясь бросить ни одну из них. Шаляпин не представляет себе жизни без детей, без оперы, без широкой русской песни. И без родины, для которой любовь смысл всей жизни. Но ему предстоит сделать мучительный выбор и отказаться от того, что ему мучительно дорого.

## В ролях
| Актёр              | Роль                                                                      |
| ------------------ | ------------------------------------------------------------------------- |
| Александр Горбатов | Фёдор Иванович Шаляпин оперный и камерный певец (вокал Ильдар Абдразаков) |
| Мария Смольникова  | Иола Торнаги итальянская балерина, первая жена Фёдора Шаляпина            |
| Юлия Снигирь       | Мария Петцольд поклонница и возлюбленная Фёдора Шаляпина                  |
| Фёдор Добронравов  | Иван Яковлевич Шаляпин отец Фёдора Шаляпина                               |
| Ян Цапник          | Мамонт Дальский актёр                                                     |
| Фёдор Лавров       | Исай Дворищин секретарь Шаляпина                                          |
| Александр Яценко   | Константин Коровин художник                                               |
| Владимир Юматов    | Савва Мамонтов                                                            |
| Ирина Пегова       | Татьяна Любатович оперная певица                                          |
| Олег Алмазов       | Владимир Теляковский последний директор Императорских театров             |
| Сергей Бызгу       | Ипполит Альтани главный дирижёр Большого театра                           |
| Зоя Буряк          | Лидия Родионовна няня                                                     |
| Мария Палей        | Тамара сестра Марии                                                       |
| Екатерина Копанова | Катерина                                                                  |
| Роман Ладнев       | Максим Горький                                                            |
| Сергей Селин       | Иван Иванович Шульгин бас                                                 |
| Клим Бердинский    | Фёдор Шаляпин в детстве                                                   |
| Виктория Фёдорова  | Евдокия Михайловна Шаляпина мать Фёдора Шаляпина                          |
| Александр Яцко     | Михаил Врубель                                                            |
| Роман Мадянов      | Михаил Лентовский                                                         |
| Катерина Шпица     | Татьяна Репина артистка в труппе Самарского                               |
| Василий Щипицын    | Алексей Кондратьев режиссёр Мариинского театра                            |
| Лев Зулькарнаев    | Сергей Рахманинов композитор                                              |
| Яна Дюбуи          | Антониетта Барбьери подруга Иолы                                          |
| Джулиано Ди Капуа  | Винченцо итальянский антрепренёр                                          |
| Борис Каморзин     | Иван Всеволожский директор императорских театров                          |
| Иван Агапов        | Семён Самарский антрепренёр                                               |
| Сергей Перегудов   | Валентин Серов художник                                                   |
| Сергей Барковский  | Эдуард Направник дирижер Мариинского театра                               |
| Василий Кортуков   | Михаил Корякин бас                                                        |
| Дмитрий Савельев   | Тертий Иванович Филиппов государственный контролёр                        |
| Николай Аверюшкин  | Василий Ключевский историк                                                |
| Игорь Головин      | Александр Булыгин министр внутренних дел                                  |

## Производство
Съёмки телесериала начались в ноябре 2021 года и проходили в Москве, Санкт-Петербурге, Костроме, Нижнем Новгороде, а также в Италии, в Милане. Режиссёром сериала является Егор Анашкин, который снял телесериалы «Кровавая барыня», «Зулейха открывает глаза», «Тайна Лилит» и другие.
Роль Фёдора Шаляпина исполнил Александр Горбатов, известный по телесериалам «Тихий Дон», «Ненастье», «Годунов» и «Угрюм-река».
Роль Иолы Торнаги исполнила Мария Смольникова, известная по телесериалам «Куприн. Впотьмах», «Обратная сторона луны», «Гурзуф», «Sпарта», «Доктор Рихтер 2» и другим.
Музыку к телесериалу написали композиторы Артём Васильев и Юрий Потеенко, который написал музыку для телесериалов «Мурка», «Хождение по мукам», «Шифр», «Седьмая симфония» и других.
По словам режиссёра и продюсеров телесериала, кастинг длился шесть месяцев, и за это время создатели сериала не смогли найти актёра, подходящего для роли Фёдора Шаляпина. В итоге после длительных поисков выбор остановился на Александре Горбатове, но тот был занят в создании другого проекта.
Егор Анашкин и продюсер Мария Ушакова заявили, что остались довольны выбором и теперь не могут «представить в роли Шаляпина никого, кроме Александра Горбатова».
Вокальные партии Федора Шаляпина в телесериале исполнил солист Башкирского государственного театра оперы и балета, Мариинского театра и заслуженный артист России Ильдар Абдразаков. Запись вокальных партий произведена в студии звукозаписи киноконцерна «Мосфильм».
Самым ценным экспонатом стала шуба Фёдора Шаляпина, которая многим знакома по портрету Бориса Кустодиева. Её нашли на складе киностудии «Мосфильм», а после немного обновили.

## Список серий
| Номер серии | Дата выхода серии    | Время выхода серии |
| ----------- | -------------------- | ------------------ |
| 1 серия     | 13 февраля 2023 года | 21:20—22:20        |
| 2 серия     | 13 февраля 2023 года | 21:20—22:20        |
| 3 серия     | 14 февраля 2023 года | 21:20—22:20        |
| 4 серия     | 14 февраля 2023 года | 21:20—22:20        |
| 5 серия     | 15 февраля 2023 года | 21:20—22:20        |
| 6 серия     | 15 февраля 2023 года | 21:20—22:20        |
| 7 серия     | 16 февраля 2023 года | 21:20—22:20        |
| 8 серия     | 16 февраля 2023 года | 21:20—22:20        |